# Eriocaulon modestum
Eriocaulon modestum är en gräsväxtart som beskrevs av Carl Sigismund Kunth. Eriocaulon modestum ingår i släktet Eriocaulon och familjen Eriocaulaceae. Inga underarter finns listade i Catalogue of Life.